# Ванециан, Арам Врамшапу
Ара́м Врамшапу́ Ванециа́н (арм. Վանեցյան Արամ Վռամշապուհ, 21 января 1901, Александрополь, Армения — 20 августа 1971, Москва) — советский график и живописец.

## Биография
Арам Ванециан родился в семье железнодорожного мастера. В 1903 году отец художника перевелся на службу в Москву, куда переехала вся семья. В Москве семья Ванециан жила бедно, а с 1914 года, когда умер отец, будущему художнику пришлось самому заботиться о заработке.
Арам Ванециан учился в Строгановском училище (1915—1918) и Вхутемасе (1920—1923). Во время обучения в Строгановском училище создал ряд зарисовок событий Февральской революции в Москве. В 1924 году был приглашен в Большой театр и принял участие в создании эскизов и декораций к опере Р.Вагнера «Лоэнгрин».

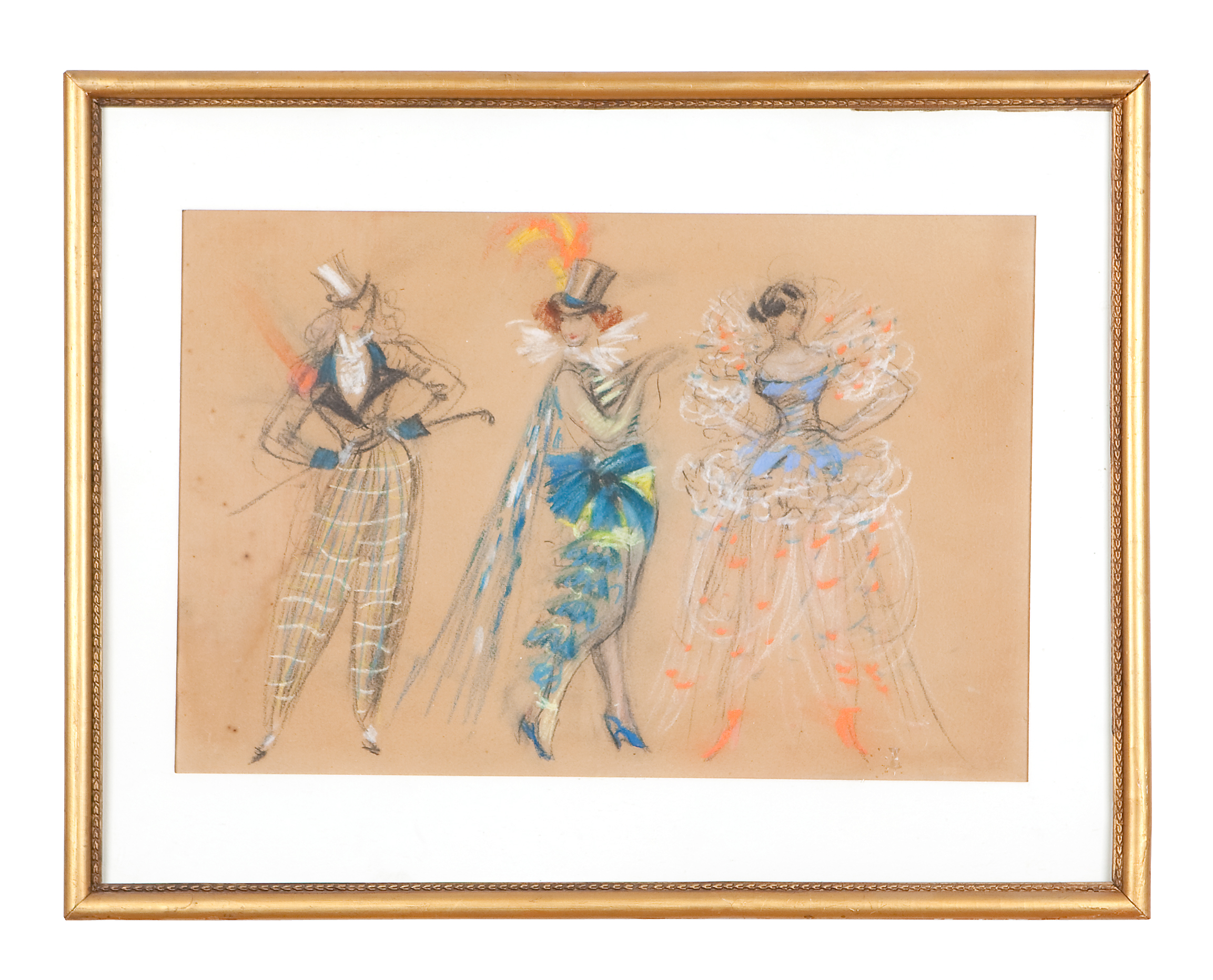
Иллюстрация к произведению М. Ю. Лермонтова Маскарад

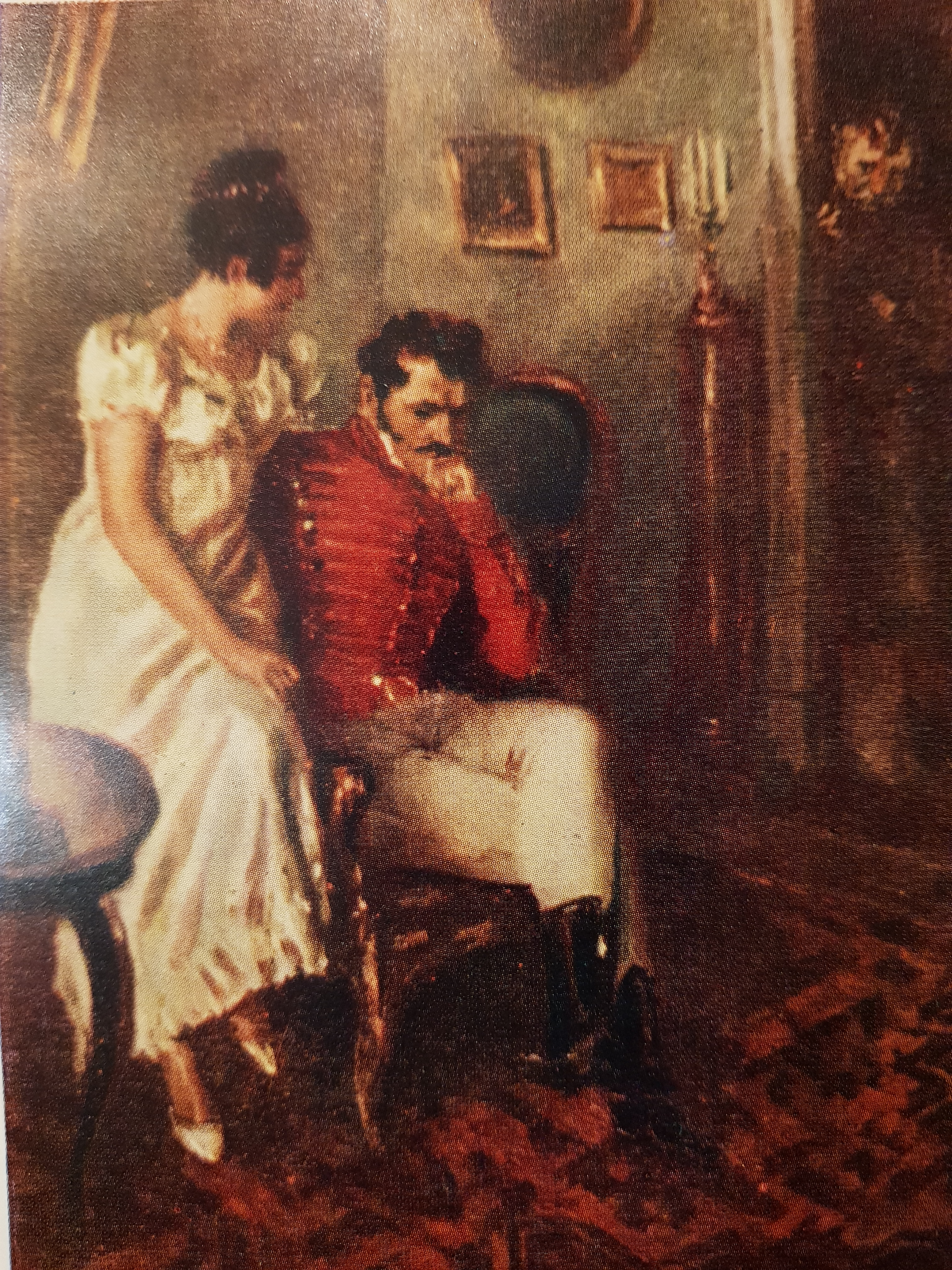
Иллюстрация к произведению А. С. Пушкина Повести Белкина

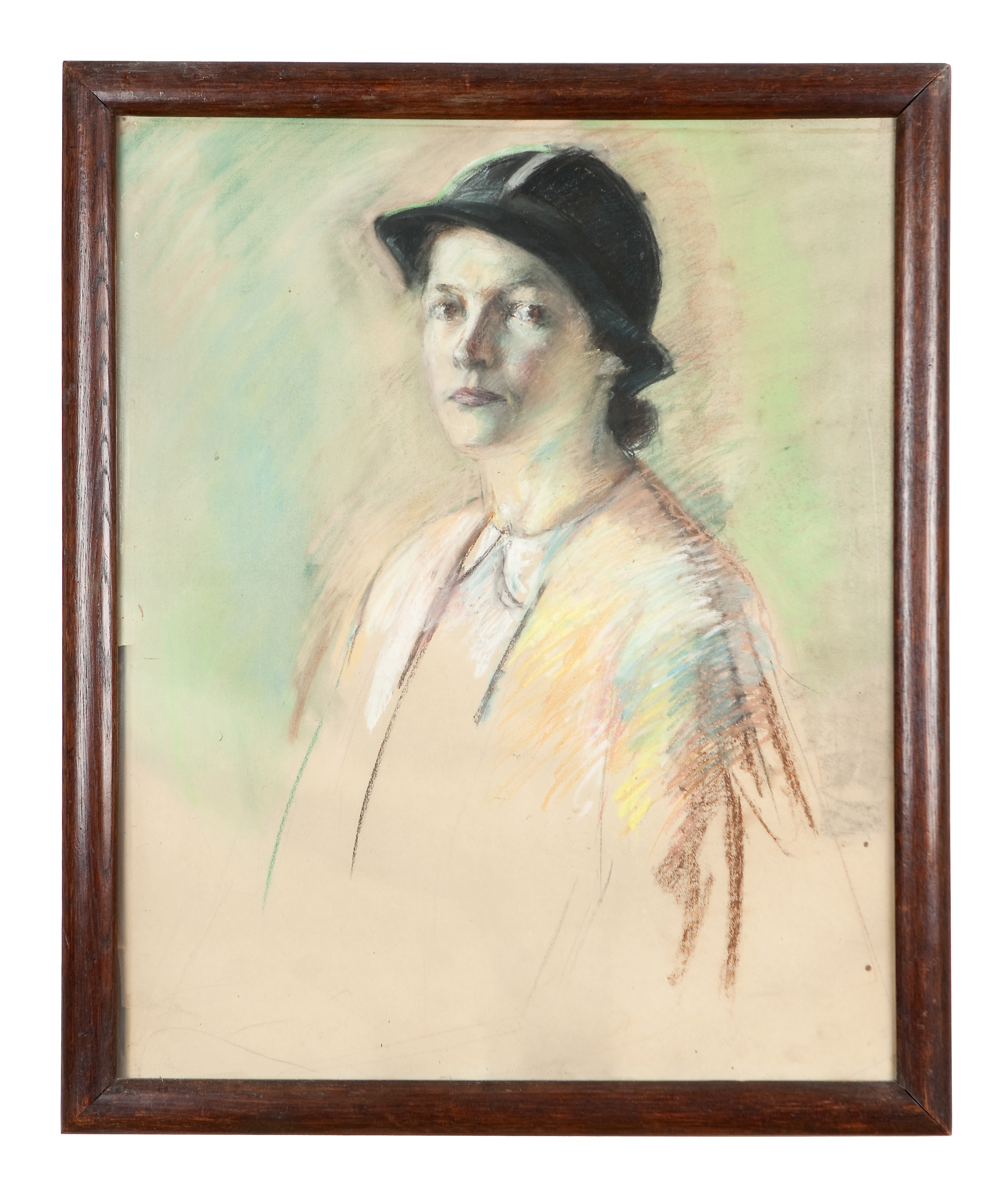
Портрет жены

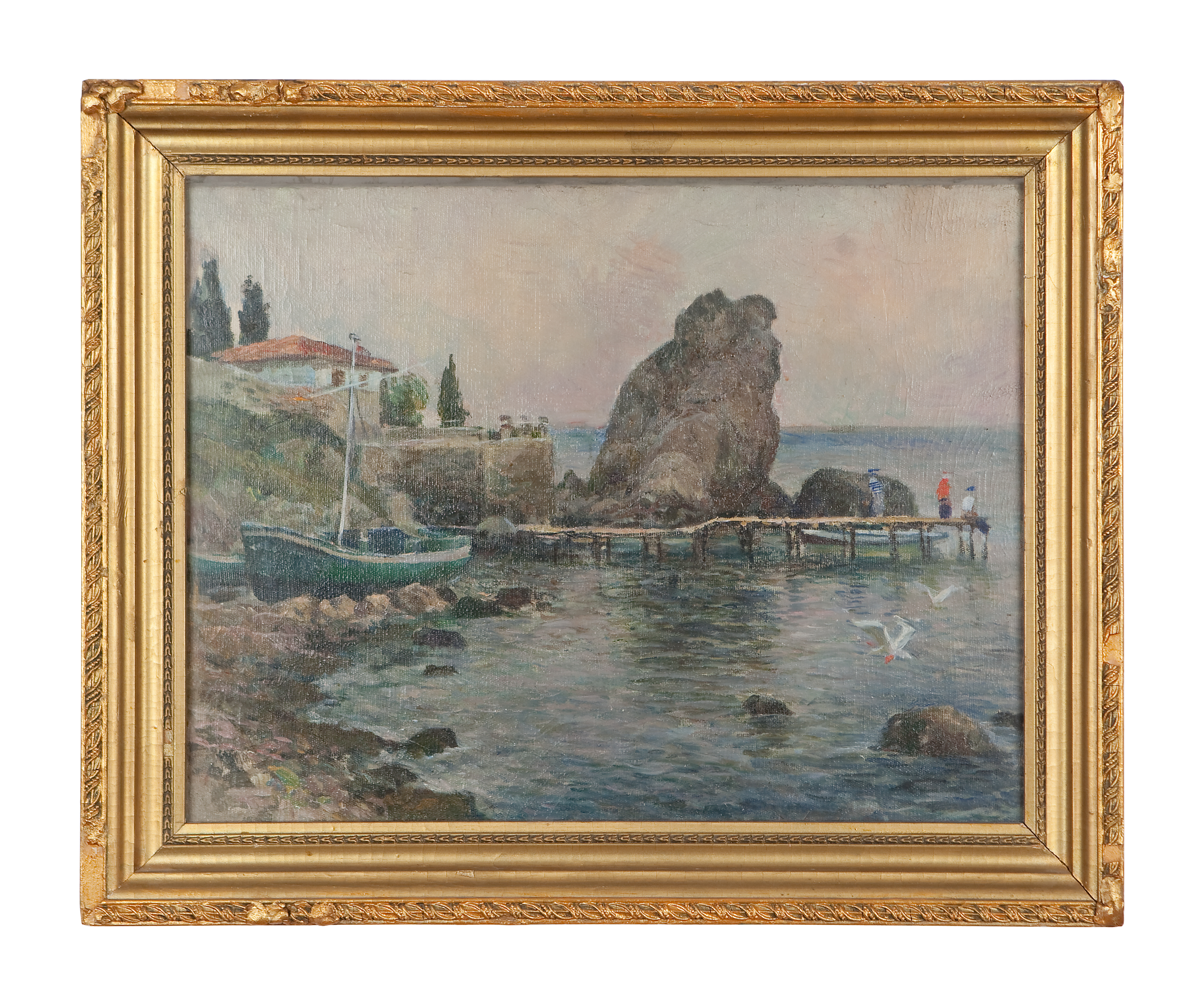
Пейзаж Виды Гурзуфа

После этого Арам Ванециан попробовал свои силы как художник-иллюстратор и плакатист. Им были созданы иллюстрации к произведениям Н. Лескова «Тупейный художник» (1928), А. Пушкина «Пиковая дама» (1936) и М. Салтыкова-Щедрина «Благонамеренным речам» (1938).
Начиная с 1924 года участвовал в художественных выставках. В начале 1939 года Ванециан начал писать портрет Бабеля, оказавшийся последним прижизненным портретом писателя. В 1940 году в Москве состоялась выставка работ Ванециана.
Во время Второй мировой войны участвовал в командировках на фронт, в ходе которых создал ряд портретных зарисовок. В первые дни Великой Отечественной войны Арам Ванециан записался в ополчение, но Политуправление РККА направило его как художника в Тулу (1941), затем на Северный флот (1942), а потом на Сталинградский (1942—1943) и Юго-Западный фронты (1944). В результате творческих поисков Арам Ванециан создал несколько вариантов картины «Окопная правда» (1942), цикл рисунков «Тула защищается», портреты офицеров и солдат.
В первые послевоенные годы Арам Ванециан создал серии пейзажей «Уходящая Москва», «Гурзуф», «Переславль-Залесский» и ряд натюрмортов.
В послевоенные годы произведения Арама Ванециана экспонировались на выставках: «Н.Гоголь в произведениях советских художников» (1952), «Выставка живописи, скульптуры и графики к Первому съезду советских художников» (1957), «Художники Москвы к 50-летию Октября» (1967) и многих других.
Арам Ванециан много работал и как театральный художник. Вместе со своей женой, художницей Еленой Дыниной, в 50-х годах им были выполнены пастелью эскизы костюмов к опереттам И.Штрауса «Летучая мышь» и «Цыганский барон».

## Иллюстрации к книгам
А. В. Ванециан создал множество иллюстраций к книгам, в том числе и к следующим изданиям:
- 1947 — А. С. Пушкин, «Метель»[5].
- 1948 — М. Ю. Лермонтов, Полное собрание сочинений — иллюстрации к поэме «Измаил-Бей» и драме «Испанцы»[6].
- 1950 — М. Ю. Лермонтов, «Герой нашего времени» — обложка («Максим Максимыч встречается с Печориным на станции»), две иллюстрации («Портрет Печорина» и «Дуэль»)[6].
- 1952 — С. П. Бабаевский, «Кавалер Золотой звезды»[7].
- 1958 — А. П. Чехов, иллюстрации к рассказам «Три года», «Крыжовник», повести «Палата № 6»[8].
- 1951 — Н.Щедрин \ М. Е. Салтыков \ « Пошехонская старина» Художественная литература Москва 1951.

В музее-усадьбе Льва Толстого «Ясная Поляна» хранится изображение интерьера усадьбы кисти Ванециана.